# Ronald Vargas
Ronald Alejandro Vargas Aranguren, kurz Ronald Vargas (* 2. Dezember 1986 in Guatire) ist ein venezolanischer Fußballspieler. Seit der Saison 2020/21 spielt er für den belgischen Zweitdivisionär KMSK Deinze.

## Karriere

### Verein
Der beidfüßige, 176 cm große Offensivspieler begann seine Karriere beim
FC Caracas, in dessen Profikader er zur Saison 2005/06 aufgenommen wurde. Nachdem er drei Jahre durch seine guten Leistungen überzeugt hatte und 2006 und 2007 die venezolanische Meisterschaft erringen konnte, verpflichtete der belgische Spitzenverein FC Brügge den Südamerikaner. Hier konnte er sich auf Anhieb in der Stammelf etablieren und war in insgesamt 95 Pflichtspielen 25 Mal als Torschütze erfolgreich.
Am 29. Juni wurde sein Wechsel innerhalb Belgiens zum RSC Anderlecht bekannt gegeben. Er unterschrieb einen Vertrag bis zum 30. Juni 2014. Sein erstes Spiel in der Jupiler Pro League machte Vargas am 25. September 2011 (8. Spieltag) im Heimspiel gegen Beerschot AC, als er in der 75. Minute für Olivier Deschacht eingewechselt wurde. Sein erstes Tor für seinen neuen Verein machte er am 21. September 2011 auswärts gegen Lommel United, als er in der 62. Minute für Kanu eingewechselt wurde und in der 82. Minute einen von ihm selbst herausgeholten Foulelfmeter zum 4:0-Endstand verwandelte.
Nach 25 Meisterschaftsspielen und vier Toren wechselte er im Sommer 2014 in die türkische Süper Lig zu Balıkesirspor. Nach einem Jahr in der Türkei erfolgte im Juli 2015 sein Wechsel nach Griechenland zu AEK Athen.
Für die Saison 2017/18 wechselte Vargas für ein Jahr zum australischen Verein Newcastle United Jets. Der Vertrag wurde um eine Saison verlängert. Eine weitere Verlängerung wurde abgelehnt.
Vargas wechselte dann zur Saison 2019/20 zum belgischen Erstdivisionär KV Ostende mit einem Vertrag für ein Jahr mit einer Verlängerungsoption für ein weiteres Jahr. Er begründete den Wechsel zurück nach Belgien damit, dass seine Frau aus Belgien stammt. Bis zum Abbruch der Saison infolge der COVID-19-Pandemie bestritt er 18 von 29 möglichen Spielen für Ostende und schoss dabei drei Tore.
Mitte August 2020 wechselte er zum Aufsteiger in die Division 1B KMSK Deinze.

### Nationalmannschaft
Vargas debütierte am 7. Juni 2008 im Freundschaftsspiel gegen Brasilien. In diesem Spiel stand er in der Startaufstellung und erzielte hier auch gleich seinen ersten Treffer auf internationaler Ebene. Bis 2015 absolvierte er 22 Partien und erzielte dabei drei Treffer.

## Erfolge
- Belgischer Meister: 2012, 2013, 2014
- Griechischer Pokalsieger: 2016
- Fußballer des Jahres in Venezuela: 2009